# Afa Anoa'i, Jr.
Afa Anoa'i, Jr. (6 de octubre de 1985) más conocido como Afa Jr. o Manu, es un luchador profesional estadounidense, conocido por su trabajo para World Wrestling Entertainment (WWE), luchando en la marca RAW durante 2008.

## Carrera

### Inicios
Anoa'i comenzó a entrenar junto a su padre Afa y hermanos (Lloyd y Samula) a los 13 años. Hizo su debut profesional el 28 de agosto de 1998, ganando una Batalla Real en Austria. Luego comenzó a trabajar para la empresa de lucha de su familia, la World Xtreme Wrestling, donde formó un equipo con sus hermanos Samu y LA Smooth, haciéndose llamar como Sons of Samoa.

### World Wrestling Entertainment (2006-2009)

#### 2006-2007
En octubre de 2006, Anoa'i recibió una oferta de la World Wrestling Entertainment, para ser enviado a la Deep South Wrestling. El 30 de octubre, fue anunciado oficialmente el ingreso de Anoa'i a WWE. Inicialmente formó la Urban Assault. Urban Assault se disolvió más tarde, cuando Afa y Sonny Siaki abandonaron a su compañero Eric Pérez durante una lucha frente a Freakin' Deacon y G-Rilla. Siaki y Afa se hicieron llamar The Samoan Fight Club. 
Anoa'i fue enviado meses después a Florida Championship Wrestling, donde continuó formando equipo con Siaki hasta que este fue despedido el 15 de septiembre de 2007. Días después fue transferido a la Ohio Valley Wrestling, formando equipo con Matt Anoa'i bajo el nombre de Sons of Samoa. 
El 16 de octubre de 2007, Afa Jr. derrotó a Harry Smith, transformándose en el nuevo Campeón Sureño Peso Pesado de FCW. Su reinado duró hasta el 1 de diciembre de 2007, cuando fue derrotado por TJ Wilson.
El 25 de noviembre de 2007, Anoa'i hizo su debut en WWE en un combate frente a "Hacksaw" Jim Duggan en WWE Sunday Night HEAT. Afa perdió el combate.

#### 2008-2009
En Unforgiven debutó atacando a Cryme Tyme, ahora bajo el nombre de Manu, ayudando a Ted DiBiase y Cody Rhodes. Además, Manu se unió al equipo conformado por Rhodes, DiBiase y, solo por esa noche, Randy Orton, quienes atacaron a CM Punk. El 8 de septiembre en RAW, Manu debutó en el ring de WWE, al derrotar junto con DiBiase & Rhodes a Cryme Tyme y Kofi Kingston. Durante dicho combate, Manu debutó con un nuevo movimiento final.
En su primera pelea en singular transmitida por televisión, perdió contra Batista. En la última edición de RAW de 2008, fue expulsado de The Legacy luego de que no pudiese derrotar a Matt Hardy. Fue atacado junto a Sim Snuka por Ted DiBiase, Cody Rhodes y Randy Orton cuando Dibiase los traicionó ayudando a Orton, después de sufrir el ataque no volvió a aparecer en eventos semanales de RAW hasta que el 23 de febrero de 2009 fue despedido de WWE por problemas de actitud.

### Circuito independiente (2009-2017)
El 18 de abril de 2009, Anoa'i regresó al circuito independiente en un show de World Xtreme Wrestling (WXW). Reformó el equipo de Sons of Samoa con Samu, y la pareja compitió como equipo durante el resto de 2009. A finales de 2010, Anoa'i también compitió por la Federación Belga de Lucha Libre y NWA Dawg Pound. El 9 de febrero de 2013, Afa Jr. y LA Smooth, como The Sons of Samoa, ganaron el Campeonato Mundial en Parejas de WWC. Perdieron los títulos en Camino a la Gloria, el 30 de marzo de 2013. Sin embargo, ganaron los títulos el 29 de junio de 2013, en Summer Madness. Perdieron el título en WWC 40 Aniversario ante Chicano y Abbad. Recuperaron los títulos nuevamente el 16 de noviembre de 2013, en Crossfire. Sin embargo, perdieron el título en Euphoria Day 2 contra Xix Xavant y Chicano. 
Evento de lucha del campeonato regional Rumblemania 9 en Reading, Pensilvania, el 15 de marzo de 2014. Manu con RC venció a Rob Noxious en un combate de respeto. Este fue un partido duro que terminó por todo el edificio, después del partido, Manu le dio la mano a Noxious y golpeó a su manager RC.
Desde 2014, Afa ha estado vinculada a Pennsylvania Premiere Wrestling (PPW) en Hazleton Pa capturando las promociones del Campeonato de peso pesado y su Campeonato No Limits. Afa capturó el título de PPW de manos de su sobrino Lance Anoa'i y retuvo el título contra contendientes como Danny Maff y Samoa Joe. Recientemente, Afa derrotó a Al Snow en el evento PPW de diciembre para retener el título PPW No Limits.
En julio de 2017 apareció en una cartelera de NWA en Morgan City, Luisiana, donde fue derrotado por el Campeón de Peso Pesado Norteamericano de NWA, Mustang Mike.

## En lucha

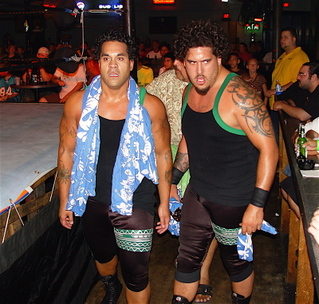
Afa, Jr. y Sonny Siaki como The Samoan Fight Club.

- Movimientos finales
  - People's Headbutt[2] (High-angle diving headbutt)
  - Lights Out[3] (Belly to back suplex elevated neckbreaker slam) - 2008-2009
  - Samoan Storm (Fireman's carry dropped into a wheelbarrow facebuster) - 2006-2008
  - Storminator[2] (Lifting side slam)[1] - 1998-2006
  - Frog splash[1]

- Movimientos de firma
  - Spin-out powerbomb
  - Samoan drop
  - Diving moonsault
  - Running splash
  - Side belly to belly suplex
  - Savate kick
  - Headbutt drop
  - Spear

- Luchadores dirigidos
  - Giant Titan[1]
  - Priceless (Cody Rhodes & Ted DiBiase)

- Apodos
  - The Samoan Storm[2]

## Campeonatos y logros
- Defiant Pro Wrestling
  - DPW Heavyweight Championship (1 vez)

- Florida Championship Wrestling
  - FCW Southern Heavyweight Championship (1 vez)

- Independent Superstars of Professional Wrestling[5]
  - ISPW Light Heavyweight Championship (1 time)

- Jersey Championship Wrestling
  - JCW Television Championship (1 time)

- World Xtreme Wrestling
  - WXW Cruiserweight Championship (2 veces)
  - WXW Hardcore Championship (3 veces)
  - WXW Heavyweight Championship (1 vez)
  - WXW Tag Team Championship (1 vez) - con Lucifer Grim
  - WXW Television Championship (1 vez)
  - WXW Ultimate Heavyweight Championship (1 vez)
- Pro Wrestling Illustrated
  - Situado en el N°368 en los PWI 500 del 2008[6]